# Liste der finnischen Botschafter in Israel
Die Liste der finnischen Botschafter in Israel nennt die seit Aufnahme der diplomatischen Beziehungen 1951 in Israel akkreditierten Botschafter von Finnland, ihre Amtszeit, den entsendenden finnischen Regierungschef sowie den israelischen Premierminister zu Beginn der Akkreditierung.

## Botschafter
| Ernennung Akkreditierung | Name                 | Bemerkungen | ernannt von          | akkreditiert während der Regierung von | Posten verlassen |
| ------------------------ | -------------------- | ----------- | -------------------- | -------------------------------------- | ---------------- |
| 1952                     | Toivo Ilmari Kala    |             | Juho Kusti Paasikivi | Jizchak Ben Zwi                        | 1958             |
| 1958                     | Joel Toivola         |             | Urho Kekkonen        | Jizchak Ben Zwi                        | 1961             |
| 1961                     | Risto Solanko        |             | Urho Kekkonen        | Jizchak Ben Zwi                        | 1964             |
| 1964                     | Hans Ruben Martola   |             | Urho Kekkonen        | Salman Schasar                         | 1966             |
| 1966                     | Algar von Heiroth    |             | Urho Kekkonen        | Salman Schasar                         | 1975             |
| 1975                     | Matti Kahiluoto      |             | Urho Kekkonen        | Ephraim Katzir                         | 1981             |
| 1981                     | Paaso Helminen       |             | Urho Kekkonen        | Jitzchak Nawon                         | 1982             |
| 1982                     | Erkki Mäentakanen    |             | Mauno Koivisto       | Jitzchak Nawon                         | 1984             |
| 1984                     | Taneli Kekkonen      |             | Mauno Koivisto       | Chaim Herzog                           | 1985             |
| 1985                     | Osmo Väinölä         |             | Mauno Koivisto       | Chaim Herzog                           | 1989             |
| 1989                     | Pekka J. Korvenheimo |             | Mauno Koivisto       | Chaim Herzog                           | 1993             |
| 1993                     | Arto Tanner          |             | Mauno Koivisto       | Ezer Weizmann                          | 1997             |
| 1998                     | Pasi Patokallio      |             | Martti Ahtisaari     | Ezer Weizmann                          | 2003             |
| 2003                     | Kari Veijalainen     |             | Tarja Halonen        | Mosche Katzav                          | 2007             |
| 2007                     | Per-Mikael Engberg   |             | Tarja Halonen        | Schimon Peres                          |                  |